# Копейкин, Слава
Вячесла́в Алексеевич (Сла́ва) Копе́йкин (род. 15 июня 1998, Москва) — российский актёр театра, кино и телевидения. Известен по ролям Валеры Туркина (Турбо) в сериале «Слово пацана. Кровь на асфальте» и Петра в сериале «Дети перемен».

## Биография
В школьные годы Слава проявлял интерес к музыке. Он освоил игру на гитаре и аккордеоне, а позднее, уже в студенческие годы, овладел саксофоном. Однако учёба в школе давалась ему непросто — в шестом классе он остался на второй год.
После окончания школы поступил в Институт современного искусства (ИСИ), где проучился два года. Позже он решил продолжить образование в ГИТИСе, куда поступил с третьей попытки в 2018 году на курс актёра и режиссёра Олега Меньшикова. Диплом о высшем образовании получил в 2022 году.
С 2019 года начал сниматься в кино и на телевидении, дебютировав с эпизодической ролью в сериале «Трудные подростки». В 2022 году он получил более заметную роль в проекте «Стрим». Известность к Славе пришла в 2023 году благодаря участию в сериале Жоры Крыжовникова «Слово пацана. Кровь на асфальте», где он сыграл Турбо. Работа Копейкина в этом проекте была высоко оценена критиками.
Параллельно с кинокарьерой, с 2020 года Слава работал в театре. Он выступал на сценах Московского драматического театра имени М. Н. Ермоловой и Российского академического молодёжного театра (РАМТ).
В 2024 году Слава был удостоен премии Гильдии кастинг-директоров России в номинации «Дебют года» за роль Турбо. Слава не смог приехать на церемонию награждения и передал свою награду другому актёру сериала Рузилю Минекаеву.
В 2025 снялся в клипе русского хип-хоп исполнителя Слава КПСС на трек «Мне стыдно жить», который вышел 17 февраля 2025 года.

## Личная жизнь
Состоит в отношениях с актрисой Яной Енжаевой.

## Творчество

### Роли в театре
Московский драматический театр имени М. Н. Ермоловой
- «Пролетая над гнездом кукушки» К. Кизи
- «Демон» М. Ю. Лермонтова
- «Это все, что мы можем вам предложить» А. Маник

Российский академический молодёжный театр
- «Зобеида» К. Гоцци
- «Приключения Тома Сойера» М. Твен
- «Чёрная курица» А. Погорельский
- «Нюрнберг» Э. Манн[2]

### Фильмография
| Год          |   | Название                        | Роль                  |
| ------------ | - | ------------------------------- | --------------------- |
| 2019—2024    | с | Трудные подростки               | Вадик                 |
| 2022         | с | Стрим                           | футбольный фанат      |
| 2023         | с | Слово пацана. Кровь на асфальте | Валера Туркин (Турбо) |
| 2023         | с | Васнецова                       | Филипп                |
| 2024         | с | Дети перемен                    | Пётр                  |
| 2024 — н. в. | с | На автомате                     | Рома                  |

### Музыкальные клипы
- Слава КПСС — «Мне стыдно жить»[7]

## Награды и номинации
- 2024 — премия Гильдии кастинг-директоров в номинации «Дебют года»[8][9].